# Бойко Максим Анатолійович
Максим Анатолійович Бойко (нар. 27 травня 2004, Недригайлів, Сумська область, Україна) — український футболіст, центральний півзахисник.

## Життєпис
Народився 27 травня 2004 року в смт Недригайлів, Сумська область. Вихованець ФЦ «Барса», перший тренер — Віктор Васильович Корнієнко. З 2014 року виступає за ФЦ «Барса» в ДЮФЛУ. Дорослу футбольну кар'єру розпочав виступами на аматорському рівні, з 2020 по 2021 рік виступав в чемпіонаті Сумської області.
Восени 2021 року приєднався до «Альянсу». У футболці долинського клубу дебютував 28 жовтня 2021 року в програному (2:3, серія післяматчевих пенальті) домашнього поєдинку кубку України проти «Львова». Максим вийшов на поле на 76-ій хвилині, замінивши Станіслава Шарая. У Першій лізі України дебютував 14 листопада 2021 року в програному (0:1) виїзному поєдинку 18-го туру проти луцької «Волині». Бойко вийшов на поле на 84-ій хвилині, замінивши В'ячеслава Піднебенного.